# Eta Ursae Minoris
Désignations
Eta Ursae Minoris (η UMi / η Ursae Minoris, Êta Ursae Minoris) est une étoile de la constellation de la Petite Ourse. Sa magnitude apparente est de +4,95 ce qui permet de la voir à l'œil nu. Elle se trouve à environ 97,3 années-lumière de la Terre.

## Nom
Elle est parfois appelée Anwar al Farkadaïn[réf. nécessaire]. Ce nom provient de l'arabe أنور الفرقدين : ’anwar al-farqadayn qui signifie « La plus brillante des deux chevilles » à la différence de Akhfa Al Farkadaïn, dénomination de ζ UMi, « la plus obscure des deux chevilles ». Ces noms étaient à l'origine ceux de Kochab et Pherkad respectivement, qui sont les deux autres étoiles constituant le rectangle de la Petite Ourse.

## Propriétés
Eta Ursae Minoris est une étoile jaune-blanc de la séquence principale de type spectral F5V.
L'étoile fait 1,41 fois la masse du Soleil, et tourne sur elle-même à la vitesse de 76,0 km s−1.
Eta Ursae Minoris pourrait former un système binaire large avec une étoile d'une magnitude de 15,3, localisée à une distance angulaire de 228,5 secondes d'arc. Désignée LP 23-71, il s'agit d'une naine rouge de type spectral M4,0V.